# David Calder (aktor)
David Ian Calder (ur. 1 sierpnia 1946 w Portsmouth) – angielski aktor telewizyjny, filmowy i teatralny.

## Życiorys
Studiował w Bristol Old Vic Theatre School. W początkowym okresie kariery występował w Royal Shakespeare Company.
W 2015 r. był nominowany do Laurence Olivier Award za rolę w sztuce The Nether Jennifer Haley.

## Filmografia
- Superman (1978)
- Fucha (1982)
- Mitch (1984, serial telewizyjny)
- Wdowy (1983-1985, serial telewizyjny)
- Obrona królestwa (1987)
- Star Cops (1987, serial telewizyjny)
- Amerykańscy przyjaciele (1991)
- Jak trzcina na wietrze (1996)
- Elfy z ogrodu czarów (1997)
- Świat to za mało (1999)
- Król żyje (2000)
- Family (2003, serial telewizyjny)
- Budząc zmarłych (2005, serial telewizyjny)
- Wallis i Edward (2005)
- Pachnidło (2006)
- Duchy Goi (2006)
- Mumia: Grobowiec cesarza smoka (2008)
- United (2011)
- Titanic  (2012, serial telewizyjny)
- Wyścig (2013)
- Pomyleni (2013, serial telewizyjny)
- Królowa pustyni  (2015)
- Dama w vanie  (2015)
- Vera (2016, serial telewizyjny)
- Zaginione miasto Z  (2016)
- Skok na Hatton Garden  (2017)
- The Lovecraft Investigations (2019-2020, serial telewizyjny)